# Caladenia flava
Caladenia flava är en orkidéart som beskrevs av Robert Brown. Caladenia flava ingår i släktet Caladenia och familjen orkidéer.

## Underarter
Arten delas in i följande underarter:
- C. f. flava
- C. f. maculata
- C. f. sylvestris

## Bildgalleri

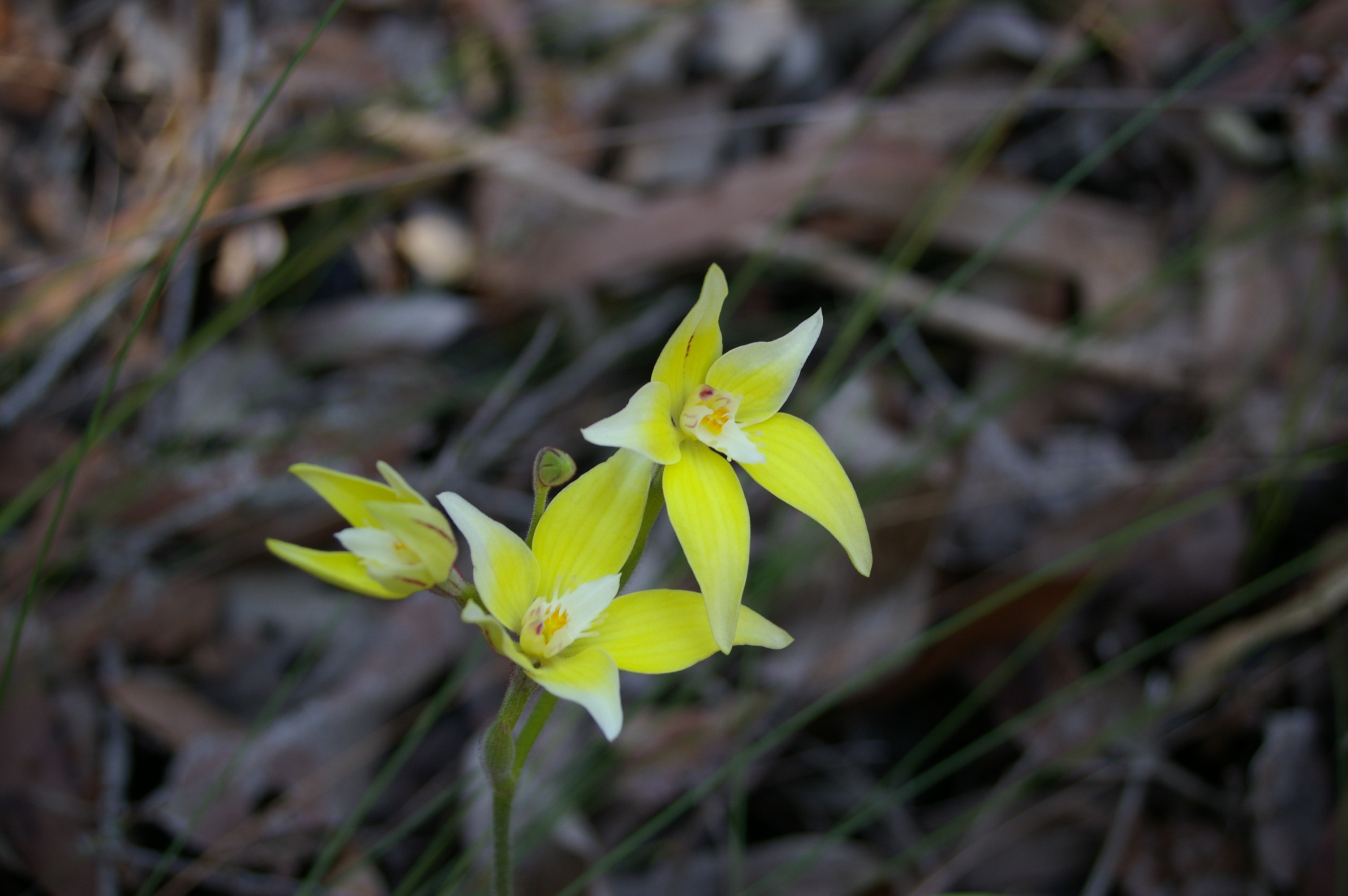
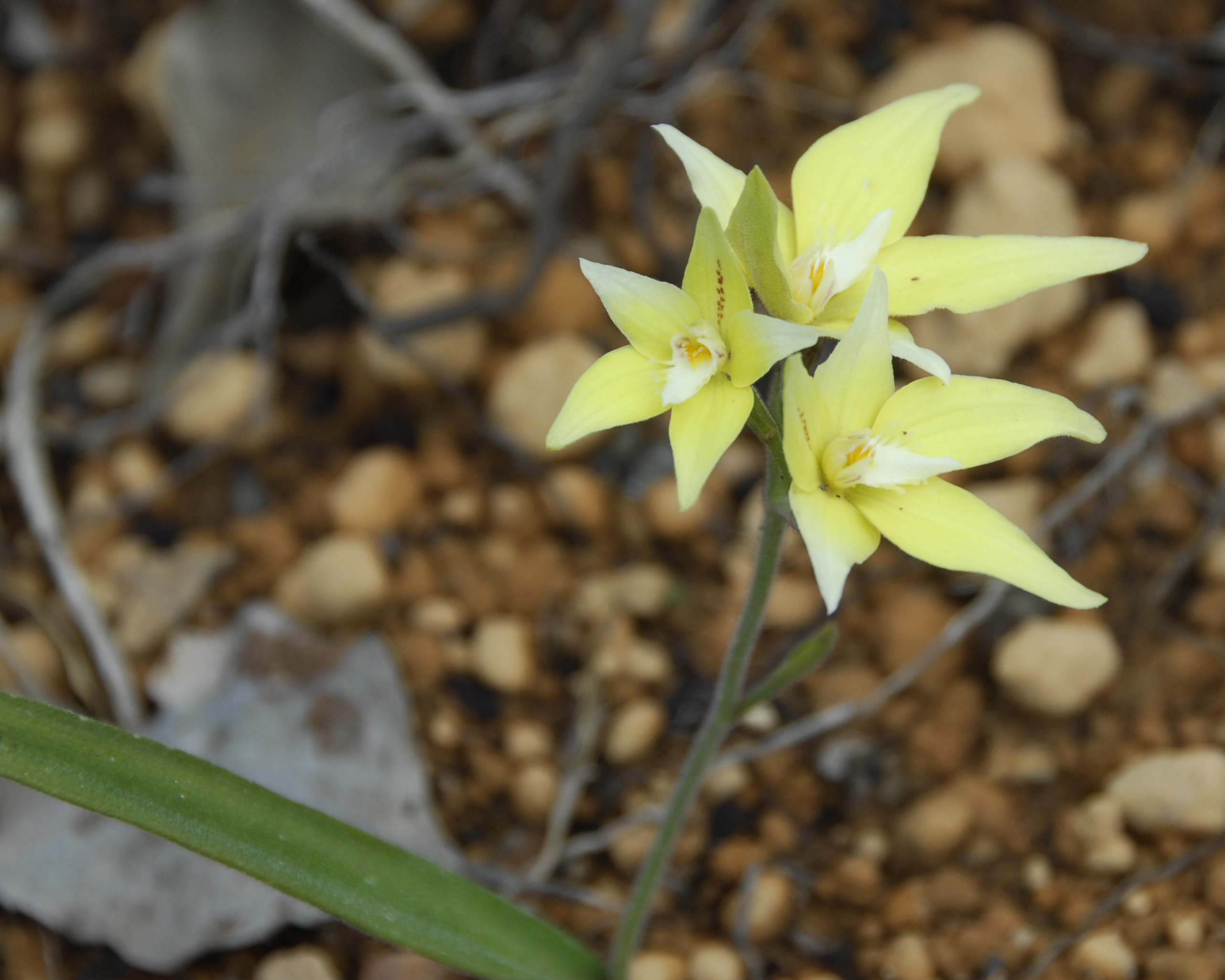
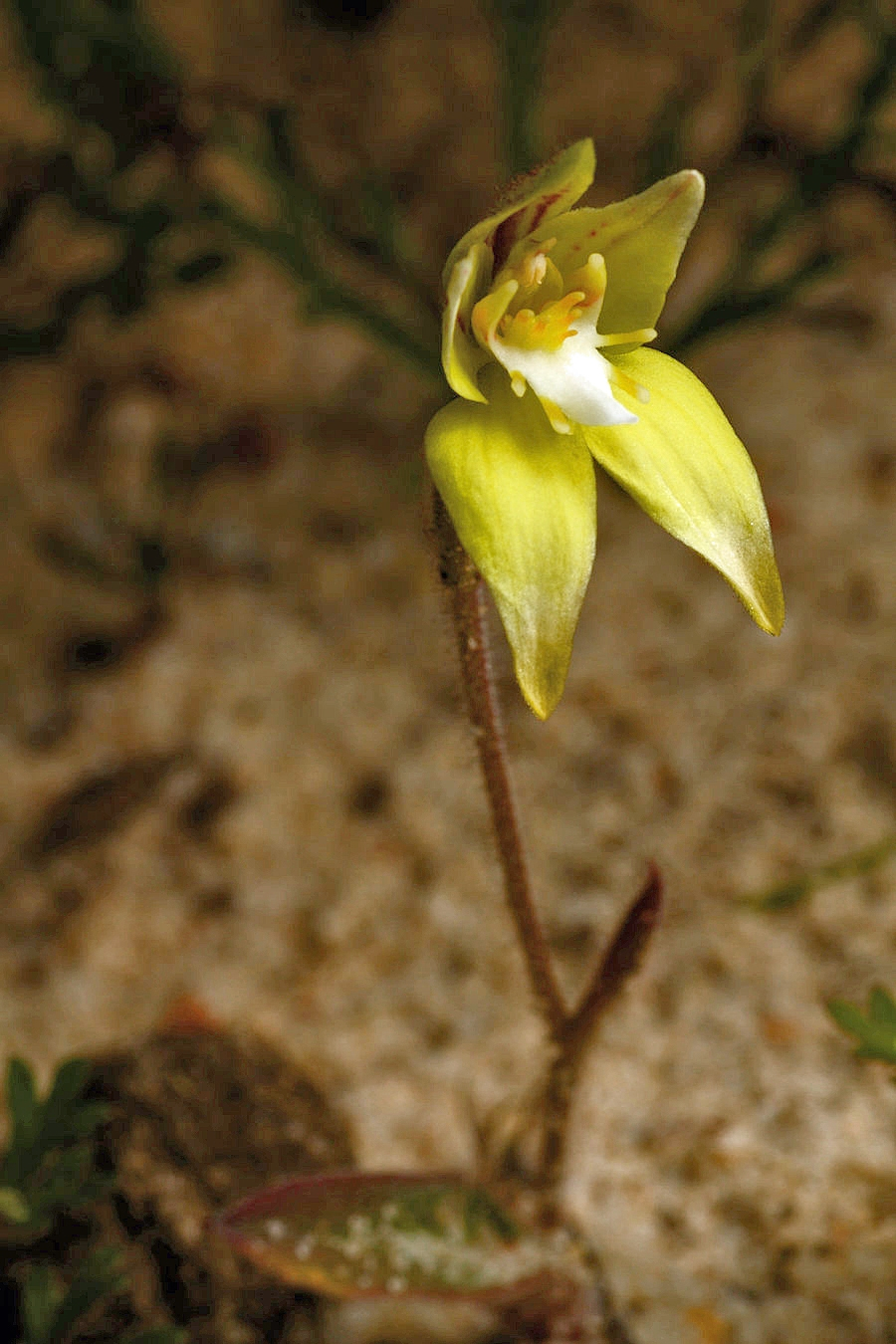
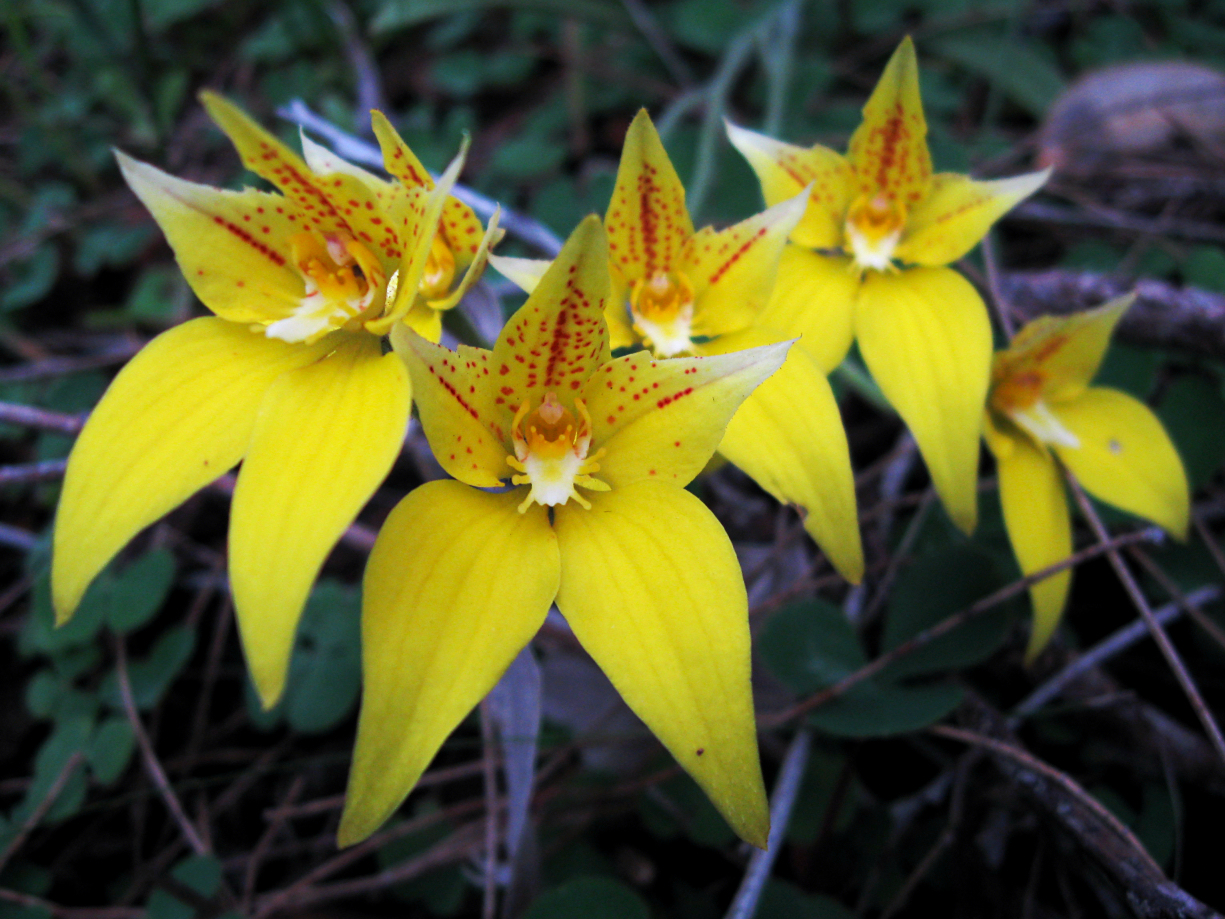
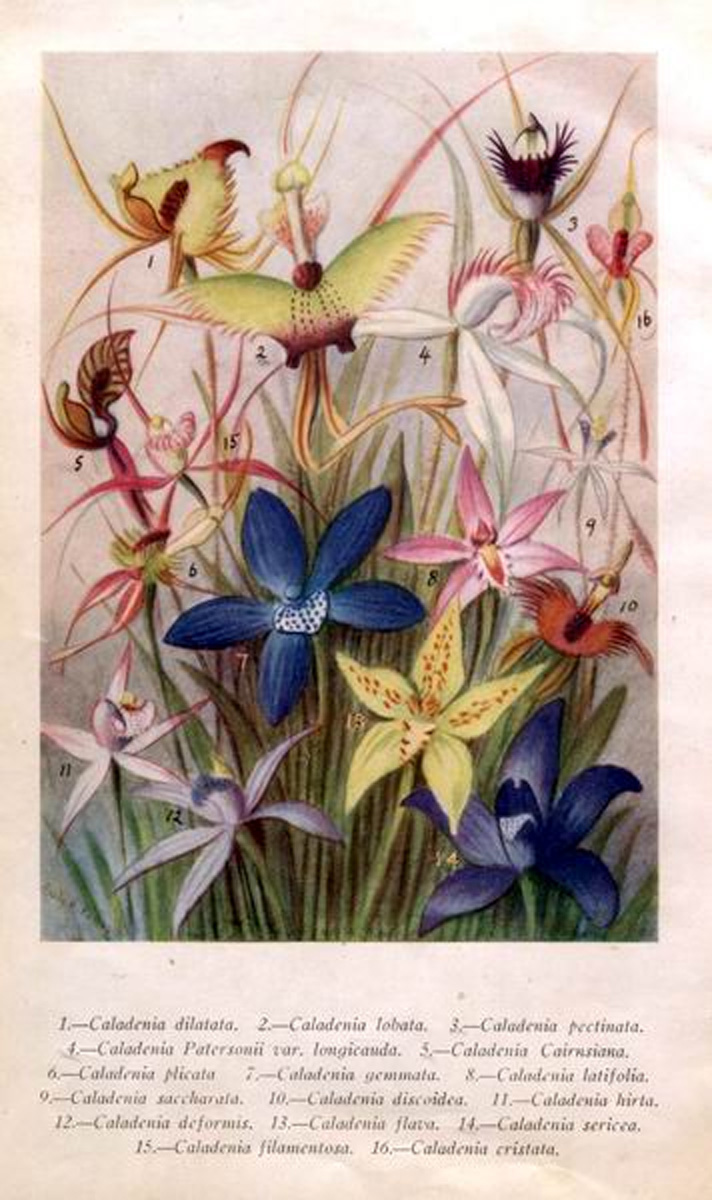
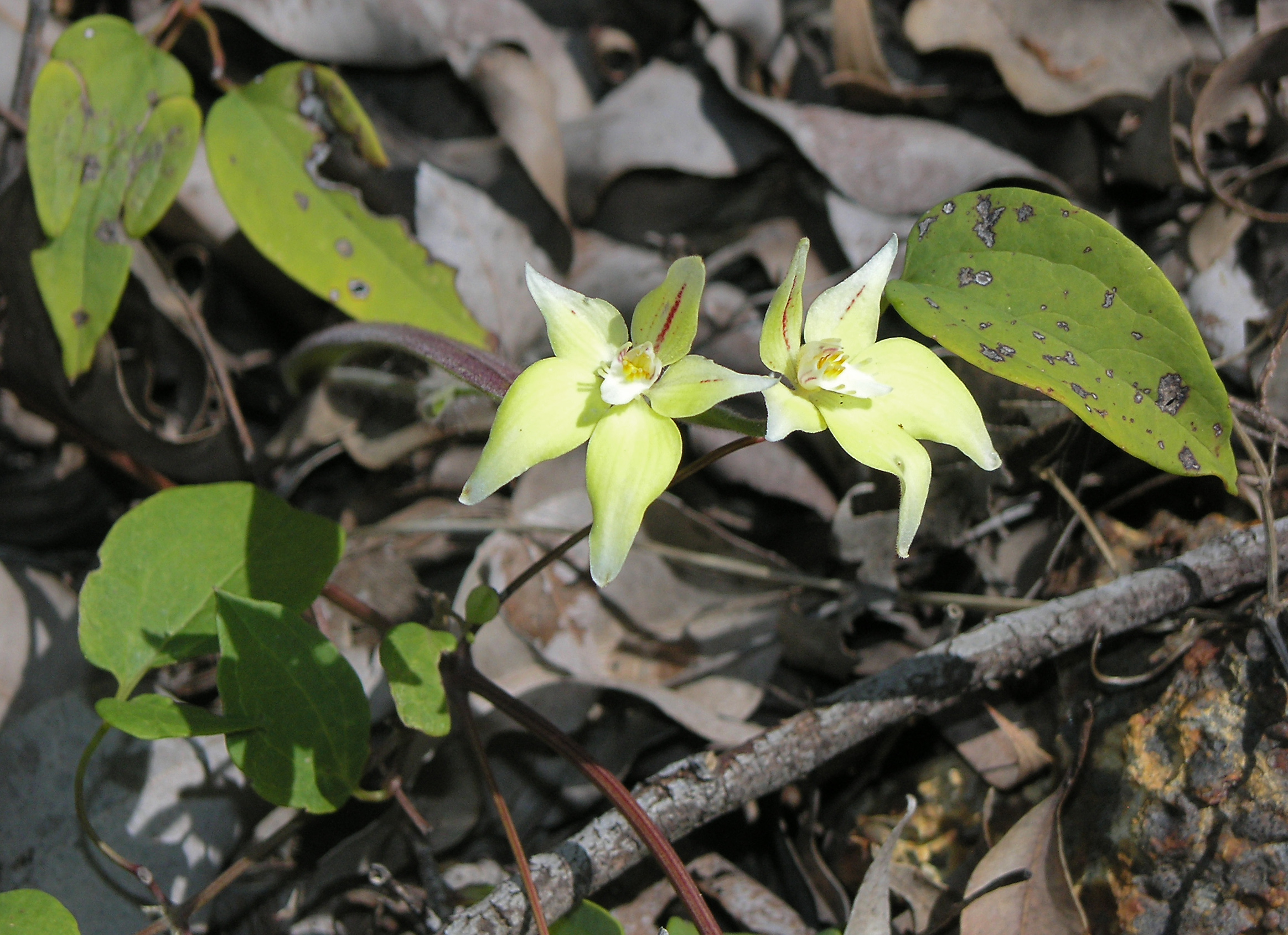